# Vau de Bouche
Der Vau de Bouche (im Mittelteil auch Ruisseau du Moulin) ist ein Fluss in Frankreich, der im Département Yonne in der Region Bourgogne-Franche-Comté verläuft. Er entspringt im nordöstlichen Gemeindegebiet von Sauvigny-le-Bois und entwässert im Quellbereich in nordöstlicher Richtung. Knapp vor Erreichen der Autobahn A6 dreht der Fluss dann auf Nordwest bis West und mündet nach rund 21 Kilometern im Gemeindegebiet von Voutenay-sur-Cure als rechter  Nebenfluss in die Cure.

## Orte am Fluss
(Reihenfolge in Fließrichtung)
- Genouilly, Gemeinde Provency
- Provency
- Étaule
- Thory
- Lucy-le-Bois
- Voutenay-sur-Cure

## Besonderheiten
Zwischen den Orten Lucy-le-Bois und Voutenay-sur-Cure ist das Flusstal an den steilen Abhängen von zahlreichen Grotten durchsetzt, was zu einer Vielfalt von Quellen führt, die dort in den Fluss münden.